# Cal·línic I
Cal·línic I (en grec antic: Καλλινίκος Α') va ser patriarca de Constantinoble de l'any 693 al 705. Va succeir al patriarca Pau III de Constantinoble.
Va contribuir al derrocament de l'emperador Justinià II Rinotmet, que després de la seva detenció va ser mutilat i desterrat al Quersonès Tàuric, i va ajudar a pujar al tron a Lleonci. Quan Justinià va recuperar el tron va fer presoner a Cal·línic, el va cegar i el va desterrar a Roma on va morir. L'Església Ortodoxa el considera sant, i celebra la seva festa el 23 d'agost.